# Michael Vartan

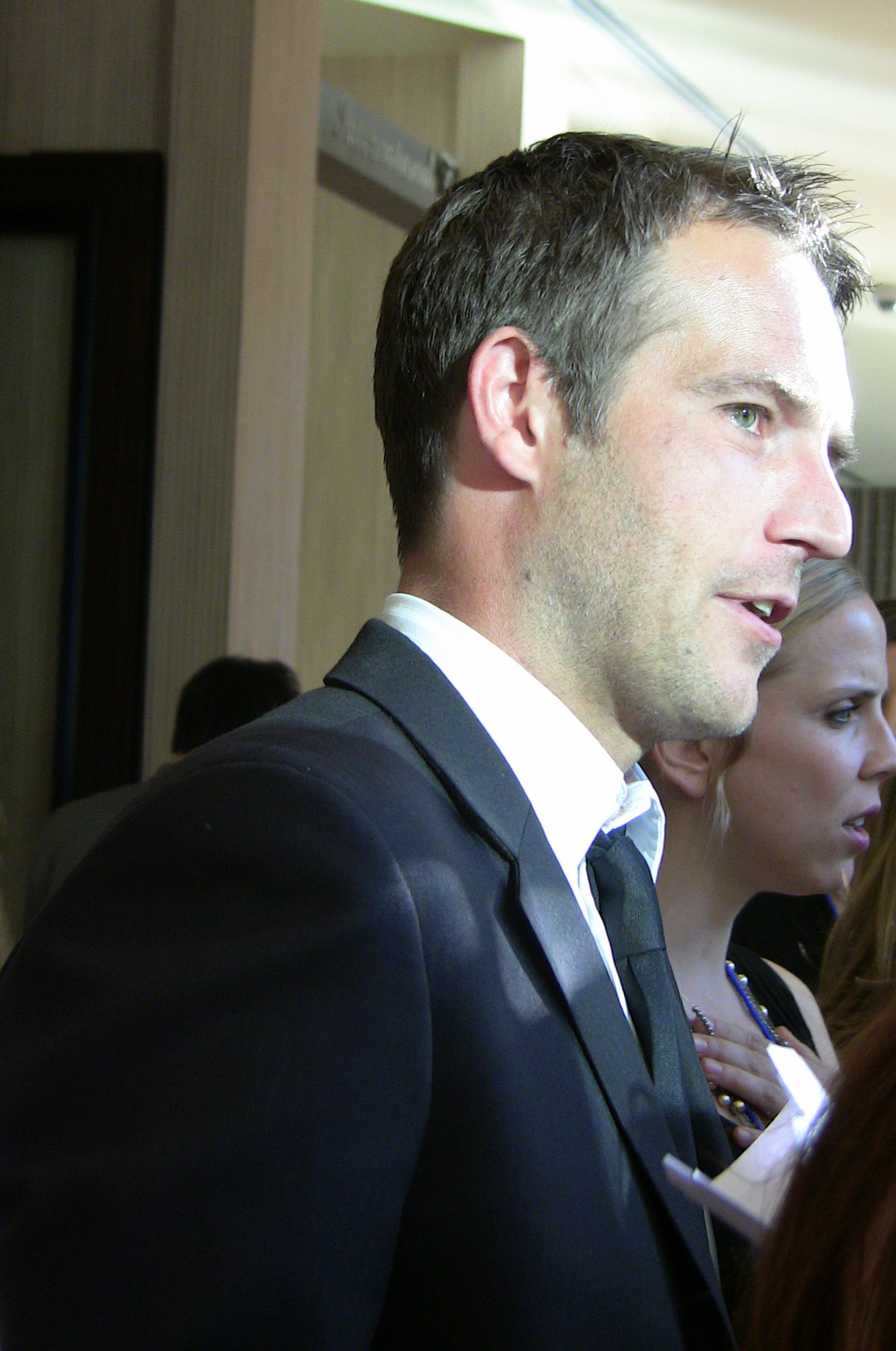
Michael Vartan în 2009.

Michael Vartan (n. 27 noiembrie 1968 în Boulogne-Billancourt, Hauts-de-Seine, Franța) este un actor, care a jucat atât în filme cât și în seriale.

## Biografie
Michael a crescut în Franța și Statele Unite, fiind fiul lui Eddie Vartan⁠(fr)[traduceți] și nepotul celebrei Sylvie Vartan, născută în Bulgaria având descendenți maghiari și armeni și al lui Doris, o evreică americană născută în Polonia. Părinții lui Vartan au divorțat când el avea cinci ani. La vârsta de 18 ani, Vartan s-a mutat la Los Angeles din Franța cu mama sa, deoarece nu a vrut să îndeplinească serviciul militar obligatoriu în Franța. În Los Angeles, s-a înscris la o școală de actorie după ce i s-a spus ca are talent.

## Cariera
După multe roluri minore, Vartan a avut roluri în filme grandioase, printre care și Never Been Kissed (1999), One Hour Photo (2002) și Monster-in-Law (2005). A mai și jucat rolul lui Michael Vaughn în serialul american Alias (2001–2005), părăsind serialul la începutul celui de-al cincilea sezon când Vaughn a fost aprent omorât. A terminat recent filmările pentru filmul de groază australian Rogue.
Vartan a avut și un rol mic în Prietenii tăi (ca Tim Burke), în Ally McBeal (ca Jonathan Basset), și cel mai recent în Kitchen Confidential jucând alături de fostul său coleg de lucru cu care a jucat în Alias, Bradley Cooper.

## Filmografie selectată
- Rogue (2006)
- Monster-in-Law (2005)
- One Hour Photo (2002)
- Alias (2001–2005)
- The Mists of Avalon (2001)
- Never Been Kissed (1999)
- The Curve (1998)
- The Pallbearer (1996)
- To Wong Foo, Thanks For Everything! Julie Newmar (1995)